# Hurajra
Hurajra (arab. هريرة) – miejscowość w Syrii, w muhafazie Damaszek. W 2004 roku liczyła 2455 mieszkańców.